# Михайло-Жуково
Михайло-Жуково (укр. Михайло-Жукове) — село в Братском районе Николаевской области Украины.
Население по переписи 2001 года составляло 445 человек. Почтовый индекс — 55423. Телефонный код — 5131. Занимает площадь 1,295 км².

## Местный совет
55420, Николаевская обл., Братский р-н, с. Григоровка, ул. Первомайская, 61